# Aviron club albigeois
L'Aviron Club Albigeois est un club d'aviron de division IV française fondé à Albi, dans le Tarn, en 1948.
Il compte 450 licenciés dont 100 en licence A.